# Ryan Pearson
Ryan Pearson (Far Rockaway, Nueva York, 27 de febrero de 1990) es un jugador de baloncesto estadounidense. Con 1,98 metros de estatura, juega en la posición de alero.

## Trayectoria deportiva

### Universidad
Jugó durante cuatro temporadas con los Patriots de la Universidad George Mason, en las que promedió 12,6 puntos, 8,2 rebotes y 1,8 asistencias por partido. En su primera temporada fue incluido en el mejor quinteto de novatos de la Colonial Athletic Association, mientras que en 2011 lo hacía en el segundo mejor quinteto absoluto, y en el primero en su temporada sénior. Ese último año fue además elegido Jugador del Año de la CAA.

### Profesional
Tras no ser elegido en el Draft de la NBA de 2012, firmó su primer contrato profesional en el mes de agosto, fichando por el Hoverla Ivano-Frankivsk de la Superliga de Ucrania. Allí jugó una temporada en la que promedió 15,6 puntos y 6,6 rebotes por partido.
En julio de 2013 fichó por el Maccabi Ashdod B.C. israelí, pero solo llegó a jugar nueve partidos, en los que promedió 11,8 puntos y 6,7 rebotes, siendo despedido en el mes de diciembre. El mismo día que fue despedido, firmó contrato con el Antwerp Giants de la liga belga, Acabó la temporada promediando 15,8 puntos y 6,0 rebotes por partido.
Renovó por una temporada más en el equipo belga, mejorando sus estadísticas hasta los 18,5 puntos y 6,4 rebotes por partido. En noviembre de 2015 fichó por el Alba Fehérvár de la liga húngara, donde en su única temporada en el equipo promedió 14,1 puntos y 5,5 rebotes por partido.
En agosto de 2016 fichó por el Le Mans Sarthe Basket de la Pro A francesa.
Luego de jugar durante cuatro temporadas en Francia, donde también defendió al JDA Dijon y al Boulazac, en enero de 2022 ficha por el Urunday Universitario de la LUB de Uruguay. 